# رونالد ستانتون
رونالد ستانتون (بالإنجليزية: Ronald Stanton)‏ هو شخصية أعمال أمريكي وألماني، ولد في 26 مارس 1928 في فيسبادن في ألمانيا، وتوفي في 26 سبتمبر 2016 في مانهاتن في الولايات المتحدة.